# Nylandsvalltjärnen
Nylandsvalltjärnen är en sjö i Åre kommun i Jämtland och ingår i Indalsälvens huvudavrinningsområde. Sjön har en area på 0,0552 kvadratkilometer och ligger 546,8 meter över havet.

## Delavrinningsområde
Nylandsvalltjärnen ingår i det delavrinningsområde (701902-137560) som SMHI kallar för Namn saknas. Medelhöjden är 559 meter över havet och ytan är 9,88 kvadratkilometer. Det finns ett avrinningsområde uppströms, och räknas det in blir den ackumulerade arean 21,47 kvadratkilometer. Gulån som avvattnar avrinningsområdet har biflödesordning 2, vilket innebär att vattnet flödar genom totalt 2 vattendrag innan det når havet efter 299 kilometer. Avrinningsområdet består mestadels av skog (88 procent). Avrinningsområdet har 0,06 kvadratkilometer vattenytor vilket ger det en sjöprocent på 0,6 procent.